# Масторава
«Ма́сторава» — произведение Александра Шаронова, заявленное как мордовский (эрзянский и мокшанский) героический эпос, созданный на основе героических мифов, песен и сказаний. Впервые опубликован в 1994 году.

## Содержание
Состоит из 5 частей («Век богов», «Древний век», «Век Тюштяна», «Век ворогов», «Новый век») и 21 сказания (издания 2019, 2020).
«Масторава» создаёт образ народа, имеющего богатую тысячелетнюю историю. Представляет собой поэмы, написанные на основе фольклорных сюжетов и мотивов.
Произведение представляет эрзян, мокшан и русских как создателей и носителей высокой цивилизационной и социальной культуры, обладавшим космическим сознанием, имевших контакты со многими народами древнего мира, имевшими развитую философию.
Действующие лица подразделяются на божества, героев и обычных персонажей.
Пантеон возглавляет Инешкипаз, творец мира и человека, создатель обычаев, традиций и законов жизни, источник добра и света, покровитель и строгий судья человека в его делах, поступках и помыслах. Второе по значению и статусу божество — Анге-Патяй, жена Инешкипаза, богиня-мать, богиня красоты, покровительница любви и брака, защитница женщин и детей. Антипод Инешкипаза — Идемевсь (чёрт), олицетворяющий зло и тёмные силы, источник бед и несчастий человека. Он первое творение Верховного Бога.
После сотворения мира Инешкипаз создаёт человека, хозяина земли, предназначение которого заключается в творческом овладении богатствами природы. Для этого он наделяет его разумом, волей, страстями и неуёмным характером, не позволяющим останавливаться на достигнутом. Человек — смертное существо. Но благодаря мужскому и женскому началам он способен размножаться и таким образом становиться бессмертным.
Великие божества: Верепаз — владетель души и ума человека, олицетворение света и добра; Пурьгине-паз — бог грома, дождя и войны, враг нечистой силы, отец царя Тюштяна, основателя эрзянской государственности; Кастарго — дочь Инешкипаза и Анге-Патяй, богиня мудрости; Везорго — младшая дочь Инешкипаза и Анге-Патяй, богиня красоты; Масторпаз — бог подземного мира, производительных сил земли; Стакапаз — бог труда, носитель тяги земной; Кшниньатя — божество кузнечного дела; Ведява — богиня любви, покровительница женщин и деторождения, дочь Инешкипаза; Иненармунь — божественная птица, исполнительница поручений Инешкипаза; Масторава — богиня эрзянской и мокшанской земли, страны, покровительница народа, хранительница всего живого на земле; Норовава — богиня урожая и хлеба; Мекшава — богиня пчёл и пчеловодства; Комлява — богиня вина, праздников, веселья; Веленьпаз — божество человеческого мира, покровитель социальных отношений; Велява — богиня человеческого мира, покровитель человеческих отношений. Всего в пантеоне 77 богов.
Героями являются действующие лица, выполняющие мироустроительные демиургические функции. К ним относятся названные выше божества, а также: Азравка и Литова, земные девушки, жёны Пурьгинепаза, демиурги небесной семьи; Литава — земная девушка, жена Пурьгинепаза, мать инязора (царя) Тюштяна; Цеця, Сураля, Кудадей, Тёкшонь — родоначальники эрзянского народа и эрзянского общества; царь Тюштя/Тюштян — создатель эрзянской государственности, социальный и культурный герой, вносящий в жизнь народа закон, обычай, традицию, цивилизованные нормы жизни, время его правления представляется Золотым веком эрзянского народа; Арса — богочеловек, предводитель эрзянского войска в эпоху татаро-монгольского нашествия; Сабан — богатырь, обладающий гигантской силой, охраняющий эрзянскую землю от внешних врагов; Килява, Нарчатка, Кастуша — девушки воительницы, борющиеся с врагами эрзянского, мокшанского народов; Саманька — мудрая девушка, подсказывающая Ивану Грозному способ взятия Казани посредством подкопа под крепостные стены.

## Публикации
Шаронов работал над «Масторавой» почти тридцать лет. Считает её главным делом своей жизни.
«Масторава» опубликована на 5 языках: эрзянском, мокшанском (перевод М. С. Моисеева), русском (перевод А. М. Шаронова), венгерском (перевод Марии Дуганчи), финском (перевод Райи Бартенс).

## Оценки
О «Мастораве» опубликован ряд рецензий, отзывов, исследований, написанных В. И. Деминым, О. Б. Ткаченко, Н. В. Морохиным, Т. Хаккарейненном, М. Дуганчи, О. Ингл, А. А. Гагаевым, П. П. Гагаевым, П. Домокошем, М. В. Мосиным, Н. В. Заварюхиным, М. С. Моисеевым, Н. Е. Адушкиным, Е. А. Шароновой, Н. М. Абросимовой и др.
Филолог М. В. Мосин писал:

В жизни каждого народа наряду с заурядными событиями бывают явления торжества и праздники. Для эрзян таким событием стал выход в свет эпоса «Масторава», воссозданного доцентом кафедры русской и зарубежной литературы А. М. Шароновым. Двадцать лет он работал над эпосом, добиваясь такого содержания и такой формы, которые соответствовали бы духу и сущности эрзянской и мокшанской народной поэзии. Можно однозначно сказать, что автор «Масторавы» успешно решил поставленные перед ним задачи. В «Мастораве» мы находим и богатство содержания, и красоту формы, и изящество языка. Язык «Масторавы» — настоящий эрзянский язык. Не будет преувеличением сказать, что А. М. Шаронов внёс значительный вклад в совершенствование эрзянского литературного языка. «Масторава» — незаурядное явление и нашей литературы, и нашей отечественной науки.
Этнограф Н. В. Морохин в предисловии к русскому переводу «Масторавы» пишет, что А. М. Шаронов не слепо воспроизводит древние сказания, а импровизирует, познав законы эпоса:

Не мог не почувствовать он себя и творцом. Он писал по сути в чём-то собственную поэму по мотивам эпоса. Он вкладывал в неё дорогие ему самому мысли и переживания.
Эпос «Масторава» высоко оценили зарубежные журналисты и учёные: Пекка Лентонен, Тармо Хаккарайнен, Сиркка Сааринен (Финляндия), О. Б. Ткаченко (Украина), Петер Домокош (Венгрия) («Прекрасным произведениями являются „Масторава“ на эрзянском, мокшанском и русском… они рождают надежду»), Мария Дуганчи (Швеция).